# MC.200 (航空機)
M.C.200 サエッタ
MC.200 サエッタ
- 用途：戦闘
- 分類：戦闘機
- 設計者：マリオ=カストルディ
- 製造者：マッキ
- 運用者：イタリア王立空軍

- イタリア共同交戦空軍

- 初飛行：1937年12月24日
- 生産数：1,153機
- 運用開始：1939年8月
- 運用状況：退役

M.C.200 "サエッタ"（Saetta：稲妻、矢の意）は、イタリアの航空機製造会社アエロナウティカ・マッキが1930年代に開発した低翼単発戦闘機。1937年12月24日に初飛行し、1939年から運用された。マッキ M.C.200にはこれと言った欠点はなく、近接戦闘において優れた性能を有していた。特に操縦性に優れており、高速ダイブ時の安定性も良好だった。このことから連合軍最高の戦闘機に対して引けをとることはなかった。スーパーマリン スピットファイアだけが上昇性能でM.C.200に勝っていた。
しかしながら、良好な操縦特性とは対称的に、低出力のエンジン、かろうじて十分な水平速度、胴体搭載の12.7 mm機銃2丁（プロペラ同期）のみの武装、暖房のない開放式コクピット、パイロットを保護する装甲の欠如（限られた機体にだけ装備されていた）、さらにキャブレターからの燃料供給と、ガソリンポンプ及びオイルポンプが遮断されてエンジン破壊に繋がることから背面飛行は絶対に禁忌であり、過度に工数のかかる構造（例えばBf109Eでは4,500人時の工数で作れるのに対して20,000人時の工数が必要だった）といった欠点を有していた。
1940年6月10日にイタリアが第二次世界大戦に参戦してから1943年の降伏までの間、サエッタは他のイタリア製航空機よりも多くの作戦行動を行った。イタリア王立空軍の円形章をつけて、地中海からアフリカまでと、バルカン半島から東部戦線までのほぼすべてのイタリアの戦線で運用された。

## 計画の来歴

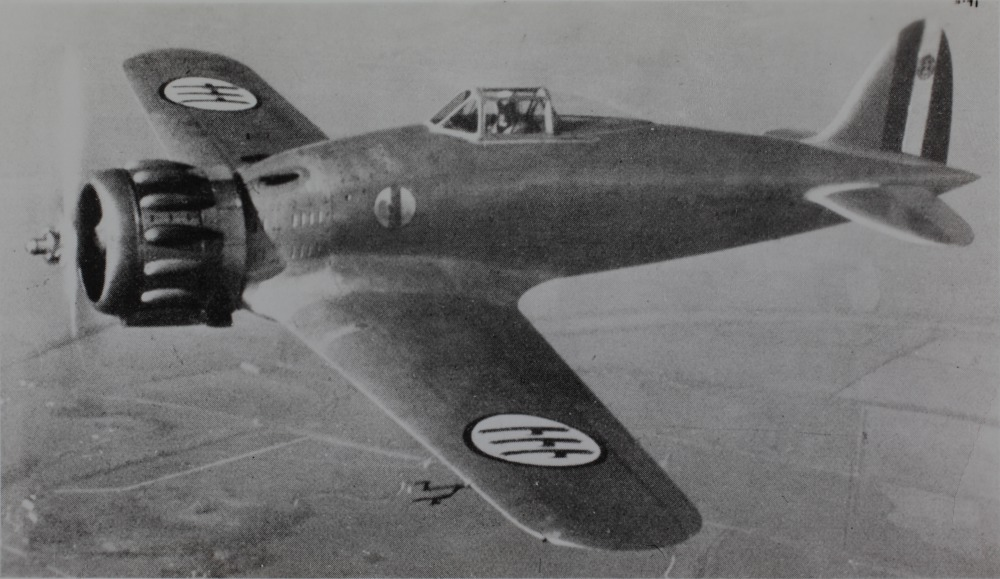
飛行中のM.C.200 サエッタ

スペイン内戦でのフィアット CR.32の輝かしい経験と、イタリア軍パイロットが軽くて敏捷な複葉機を好んでいたにもかかわらず、より速く、より現代的な戦闘機を配備する必要性はイタリア王立空軍の首脳陣にほどなく受け入れられた。このために、1936年2月10日に陸上迎撃戦闘機の供給に関する仕様書が発行され、以下の性能と装備が要求された。
- 最高速度：500km/h
- 上昇能力：6000ｍまで5分
- 飛行時間：2時間
- 武装：12.7mm機関銃1ないし2[8]
- 構造：低翼単葉、格納式降着装置、フィアット A.74（イタリア語版）星型エンジンを使用

こうして、ほぼ同時にフィアット G.50とマッキ M.C.200のプロジェクトが誕生したが、後者は前者よりも多くの点で優れいていると考えられていた。
マッキはこのプロジェクトをマリオ・カストルディ技師に託した。C.200は「マッキ・カストルディ」と呼ばれることもあり、その頭文字からM.C.とも呼ばれる低翼単葉機で、これはカストルディ技師が1926年から1931年のシュナイダー・トロフィー・レースで優勝したマッキ M.39や、初めてM.C.が冠されたマッキ M.C.72などの高速水上機で10年以上の経験をつんでいるタイプの機体だった。カストルディは推力を直列エンジンから得ることを望んだが、当時のイタリア国産エンジンはほぼ星型エンジンであり、しかもライセンス生産だった。
カストルディは短期間で最初のプロトタイプ（軍識別番号 MM.336）を作り上げ、テストパイロットのジュゼッペ・ブーレイの操縦で1937年12月24日にロナーテ・ポッツォーロのカンポ・デラ・プロメッサで初飛行した。第一印象は肯定的に判断され、成功したとは言えスピンしやすいという欠点を有していた。1938年6月1日にグイドニアでウゴ・ボルゴーニョ少佐によって行われた試験飛行では、機体が反対側、特に右側に転覆する傾向があっため、90°旋回をあまり強く行うことができなかったようである。急旋回をしすぎると危険なスピン状態に入ってしまうが、これは同時代のフィアット G.50、1937年のIMAM Ro.51、1939年のAUSA AUT 18にも見られた欠点だった。これは単葉機ではスピンに陥りやすい直線的な翼型によるもので、Re.2000やカプロニ・ヴィッツォーラ F.5では翼の途中で変化する翼型によってこの問題を回避していた。
1940年の初頭に、この欠陥が原因でパイロット2名が死亡したことから、配備と飛行が停止された。
デンマーク向けの12機の発注がドイツ軍の侵攻によって立ち消えになったことも相まって、この飛行機は一般のパイロットから「飛べない」飛行機とみなされた。
カストルディはすぐに新しいタイプの主翼の実験を初めたがパッシニャーノ・スル・トラジメーノに居たセルジオ・ステファヌッティ技師が、バルサ合板を中央と両端に何層も重ねて接着するだけで解決できることを発見したので、実験中の新型翼はのちのマッキ M.C.202に用いることにした。そして、この機体はパイロットに自信を与え、ほとんど振動がなく、一般的な飛行と曲技飛行で良好な挙動を示したが、非常にタイトな右旋回ではまだ転覆する傾向が残った。こうして生まれ変わったM.C.200は、ギリシャ・アルバニア戦線でハリケーン相手に数々の成功を収めてすぐに当時最高の戦闘機であることが証明された。しかし、軽量化のためにパイロットを保護する装甲板がなく、装甲が配備されたのはほとんどが大戦末期だったことから部隊がM.C.200からM.C.202に転換中だったこともあり、ほとんど装備されなかった。また、装甲を装着したあとの機体の重心取りが非常に困難で危険でさえあり、1941年7月22日にシチリア島でレオナルド・フェルッリは曲技中にフラットスピンに陥ってパラシュートでの脱出を余儀なくされた。
M.C.200は、その生産期間中にプロトタイプのMM.336およびMM.337を含む1,153機が製造されたが、マッキ社（プロトタイプ＋395機）、ブレダ社（556機）およびSAIアンブロジーニ（200機）によって24の異なるロットで生産された。

## 技術的特徴

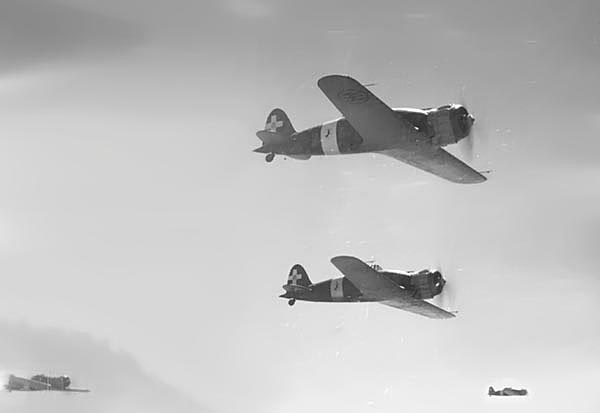
サヴォイア・マルケッティ SM.79の編隊を護衛するマッキ M.C.200

M.C.200はライバルのフィアット G.50と同様に、ブレダ Ba.27が失敗していたイタリア航空機産業の転換点、すなわち単葉翼配置と全金属構造の採用を象徴していた。
ストリンガーとフレーム用いたセミモノコック構造の金属製の胴体は、風防とサイドウィンドウによって高い位置に座るパイロットに非常に優れた視界を提供する開放式コクピットによって特徴づけられている。最初のシリーズでは開閉可能なキャノピーが備えれられていたが、一定速度以上では風圧によって開閉ができない問題があり、さらに後部の透明部材の透明度が低いというトラブルが多かったことから、次のシリーズからは半開放式コクピットに変更された。後部は方向舵を備えた一般的な単尾翼となっている。
主翼は単葉で、胴体の低い位置に取り付けられ、2本のスパーとリブからなる単一構造で、エルロンと下面フラップを備え、エルロンの塗装されたキャンバス地のカバー以外は全金属製だった。プロトタイプでは翼平面形は単純なテーパー翼だったが、量産機では翼の途中でテーパー角に変化がつけられている。
降着装置は古典的な自転車型で、主脚は動力で内側に引き込まれて格納され、主翼下面と一体化していた。
推力は、840 840 hp (630 kW)を発揮する空冷14気筒複列星型のフィアット A.74エンジンによって、金属製3翅可変ピッチプロペラを駆動する。同じエンジンを搭載したG.50とは異なり、シリンダーヘッドのロッカーアーム形状に合わせて絞り込まれたカウリングを採用したことで、大径エンジンの割には前方視界は良好だった。燃料は、胴体の中央に配置された2つの独立した自動防漏燃料タンクに蓄えられ、1つは主翼の間、もう1つはコックピット下に配置された。
武装は、エンジンカウリング上に搭載された、プロペラ同調式ブレダSAFAT機関銃（12.7×81mm弾を使用）2丁で、携行弾数は各機銃370発ずつだった。戦闘爆撃機型のM.C.200CBでは、主翼下に2つのパイロンが設けられ、それぞれ160kgまでの爆弾か、それぞれに150L容量の増槽を搭載することができた。

## 運用
最初のM.C.200は、1939年にイタリア王立空軍に配備された。1940年6月10日の参戦時には、第16自治陸上戦闘機部隊（第16飛行大隊）、第1陸戦航空団第6戦闘機群第81飛行隊がシチリアに、第54航空団第152および第153飛行大隊がヴェルギエートに配備され、156機が前線にあり、その半数が即応可能な状態だった。新型戦闘機への切り替えは、パイロットの間に多くの抵抗を呼び起こし、1939年末に新型戦闘機を最初に受領した第4飛行隊が、1940年6月にリビアでの戦闘に派遣された際には、信頼できるC.R.42複葉機に戻すことを好んだほどである。
11月1日に、偵察任務中のサンダーランドをシチリア島アウグスタ沖で防御哨戒中に攻撃してM.C.200は初戦果を挙げた。12月末にシチリアにドイツ第10航空団が到着すると、その時点では、7./JG 26のメッサーシュミット Bf109が到着していなかったので、シュトゥーカは防御力にかけていたので、マッキはマルタ上空でI/StG.1とII/StG.2のJu 87を護衛する任務を与えられた。ホーカー ハリケーンとの戦闘では、速力と火力でイギリスの単座戦闘機が相対的に優れていたにもかかわらず、近接空中戦では目覚ましい性能を発揮し、特に欠点もなく、効果的であることが証明された。

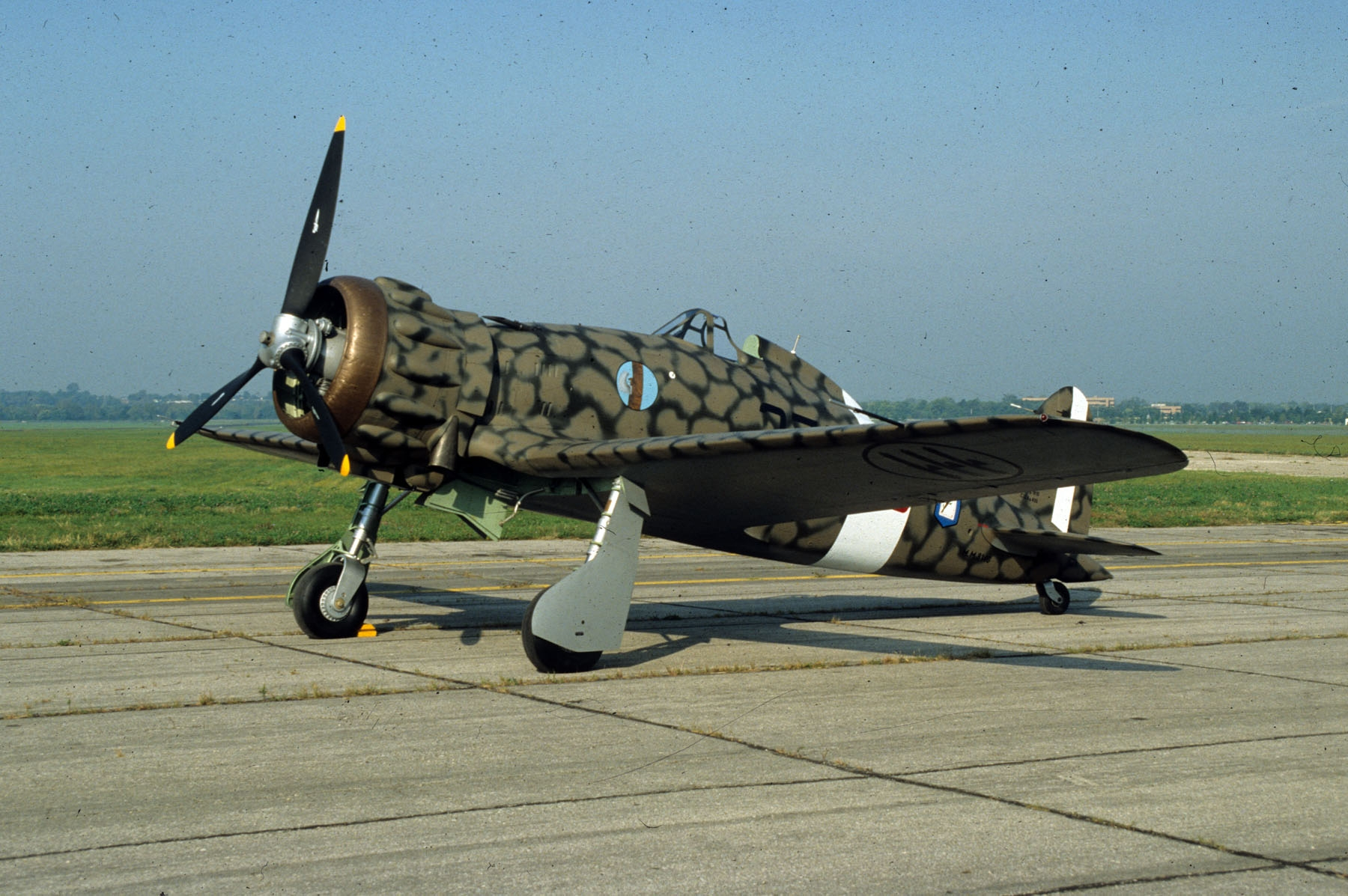
北アフリカで使用されていた塗装のM.C.200。この機体は鹵獲されてアメリカ合衆国に送られ、1989年にリファビッシュされたもの。現在は国立アメリカ空軍博物館に展示されている。

1940年6月の参戦から1943年9月8日の降伏までのあいだ、M.C.200はもっとも幅広く使用されたイタリア製戦闘機だった。ギリシャ、北アフリカ、ユーゴスラビア、地中海、ロシア（88:15という、非常に優れたキルレシオを誇った）で運用され、地中海及びアフリカの戦場に展開した連合国の戦闘機と、速力と火力が劣っている（特にハリケーンやP-40と比べると）にもかかわらず互角に戦うことが可能で、近接機動戦闘で交戦した場合にはいくばくかの優位性すら有していた。1941年末以前では、スピットファイアだけが明確にM.C.200に対して優位に立てる唯一の戦闘機だった。同様に、ソヴィエトも旧式化した戦闘機をかなり近代的な機体と入れ替えた。イギリスは、旧シリーズのグロスター グラディエーターとハリケーンを順次退役させ、重武装のハリケーンMk.II、スピットファイア、カーチス P-40に置き換えた。1941/1942年以降、サエッタは徐々に旧式化していった。また、武装が貧弱だったことからますます高速化し、装甲を備え、武装が充実した英米の多発機に対する迎撃機としては役に立たなかった。

### ユーゴスラビア
ユーゴスラビアに対して戦線を開くと第4航空団のマッキは作戦行動に投入された。正式な宣戦布告の数時間前の1941年4月6日の夜明けに、第73飛行隊の4機のM.C.200はこの作戦サイクルの最初の任務を遂行し、プーラ上空を飛行してツレス島まで行き、油槽船を破壊した。
4月14日、第4航空団のマッキはユーゴスラビアに対する最後の空戦に臨み、第10飛行大体の20機のサエッタがカルロヴァツの南100kmで侵攻したが、敵機とは遭遇しなかった。ユーゴスラビア戦線での作戦は4月17日に終了した。11日間で第4航空団は1機の航空機も失うことなく、地上の20機の水上機を破壊し、10機に損害を与えた。油槽船、タンクローリー、機械化部隊の車両、2ないし3台の手押し車、樽、荷車などを破壊し、空港施設にも損害を与えた。
1941年6月12日、ユーゴスラビア攻撃後に自治陸上戦闘機部隊に指定された第10航空大隊は、マルタに対する一斉作戦のためにシチリア島のカターニアに移された。この間に、レッジャーネ社がライセンス生産したフィアット A.74エンジンは油温が危険なレベルまで上昇する欠陥があったため、航空工兵大尉と同社のエンジニアによる点検の後に、全機交換された。

### 北アフリカ
マッキ M.C.200にとって砂漠は最も重要な作戦の場だった。ファヴィーニ大尉率いる第374飛行隊の最初の11機のM.C.200は1941年4月19日にカステル・ベニートに到着した。6月の終わりには9機になっていた。7月2日には第372飛行隊および第153飛行大隊アッソ・ディ・バストーニ（杖のエース）が到着した。1941年12月8日、第153飛行大隊のマッキ M.C.200が英第974飛行隊のハリケーンと衝突した。戦闘中にイギリスの飛行隊長シドニー・リナード中佐はマッキがハリケーンを攻撃しているのを目撃した。2機は急旋回して高度を失い、リナードはマッキを僚機の後尾から引き剥がそうとしたが、マッキはよりタイトに旋回し、反転して急行したハリケーンのコクピットに衝突し、6機撃墜のニュージーランド人のRAFエース、オーウェン・ヴィンセント・トレイシー大尉が死亡した。7月から12月にかけて、第153飛行大隊は359ソーティーに出撃し、総飛行時間4,686時間で地上と空中で54機の敵機を破壊した。
1942年7月20日に第3航空団の第18飛行大隊が、第83、85および95飛行隊を伴ってトリポリに到着した、21機のサエッタ全機が、すでにフィアット C.R.42が装備していたのと同様の、160kgの爆弾を懸架できる重量3kgの爆弾架を両翼下に装備していた。8月1日には、マッキ200は76機と未だに北アフリカでイタリアが有する最多の戦闘機であり、半数（37機）が第2航空団に所属していた。サエッタは迎撃機としてはより強力なマッキ M.C.202に置き換えられつつあったが、連合国初の4発機にも退治した。8月14日に第2飛行大隊のヴァッラウリ少尉は単独で4機のコンソリデーテッド B-24 リベレーターをトブルク上空で攻撃し、そのうちの1機を撃墜した。1942年8月23日には3機のM.C.200がB-24の編隊を迎撃し、ザナリーニ軍曹とズッカリーニ少尉がそれぞれ1機を撃墜した。同年8月、部隊の残りは総飛行時間394時間、延べ198機がトブルク上空で交戦し、輸送船団の護衛任務に延べ1,482時間を費やした。しかしながら、連合国の有勢はますます圧倒的なものとなり、10月には第2飛行大隊は10機のマッキ200を失った。1942年11月初めまでに、前線に残るサエッタは第2および第3飛行大隊のわずか15機となっていた。最新型のホーカー ハリケーンやカーチス P-40、そしてなによりもスーパーマリン スピットファイアに速力や武装で劣っては居たが、ときにはマッキが勝利をおさめることもあった。11月にはサヴォイア中尉とバルディ少佐が2機のブリストル ボーファイターを撃墜し、トゥルチェッティ軍曹は2機撃墜を果たした。12月1日時点で第2飛行大隊のサエッタはわずか42機で、稼働可能なのは19機だけだった。
1943年3月29日に北アフリカのガベス区域で、15機のM.C.200がP-40およびスピットファイアを迎撃し、不時着するという犠牲を払ったものの、4機を撃墜した。

### その他の戦場

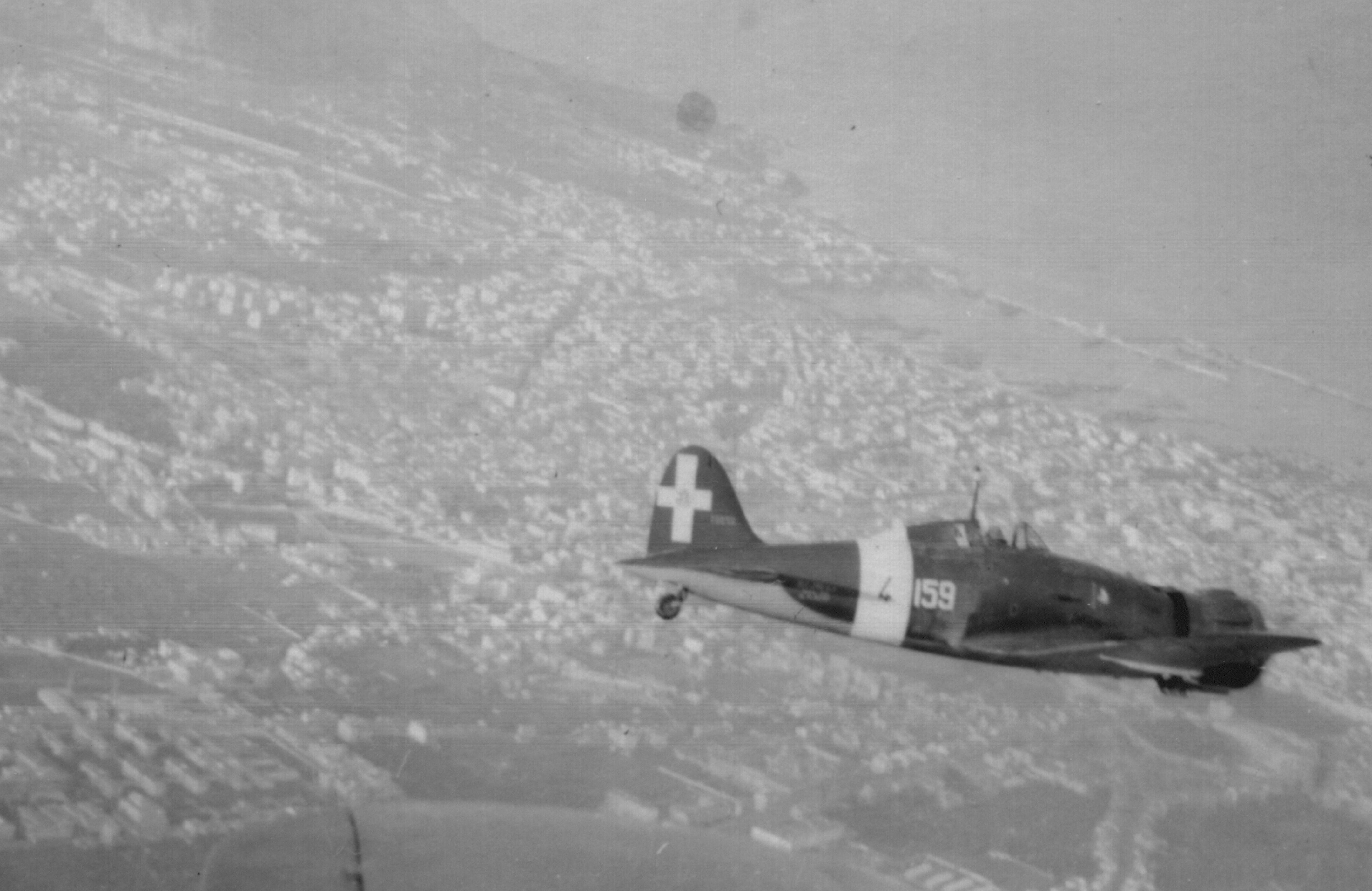
シチリア西部を通過するサエッタ

マルタ上空は、おそらくM.C.200が初めて失われた空域である。1940年6月23日に、第6飛行団の14機、第79飛行隊の9機、第88飛行隊の8機および第81飛行隊の1機のマッキが第11飛行大隊の10機のSM.79をイソラ・フォルテッツァへ護衛したところ、2機のグロスター グラディエーターがスクランブル発進した。ジョージ・バージェス大尉が操縦するN5519がサヴォイア・マルケッティの1機を攻撃したあとで、第71飛行隊のモリネッリ曹長のサエッタとスリエマ沖で第一次世界大戦風の空中戦となった。サエッタの方が高速だったにもかかわらず機動中に追い越され、被弾して海に墜落した。同年9月、S.M.79爆撃機ないしカント Z.1007bis偵察機を護衛するためにマルタに飛来した。1941年7月25日の朝、第30飛行大隊のカント.Z写真偵察機が、前日に入渠したイギリスの輸送船団「サブスタンス」を撮影するためにヴァレッタに派遣された。コーミゾの第54飛行大隊とジェルビーニの第10飛行団のおよそ40機のマッキ C.200が偵察機の護衛に割り当てられた。マルタ上空ではおよそ30機のハリケーンが編隊に襲いかかり、3機が炎上して、リベルティ中尉と、デ・ジョルジ中尉の2機のマッキが撃墜された。サエッタのパイロットは4機のハリケーンの撃墜を申告しており、2機はマニャーギ曹長、1機がゴスティーニ大尉、残る1機がオミッチョーリ軍曹によるもので、全て第98飛行隊によるものだった。第1戦闘機飛行大隊の機体の一部は、最初の生産シリーズに属していたため、翼平面形に欠陥があることから前線から撤退した。この欠点が改善されてからは、マッキ M.C.200は信頼性の高い機体となった。非常に機動性が高く、ホーカー ハリケーンに対するには十分な速力を有し、空戦機動では凌駕していたが、火力不足は否めなかった。機動性と頑丈な構造、そして星型エンジンだけがサエッタの財産であり、パイロットの経験のお陰で時折空中戦で勝利をおさめることができた。その一つは休戦の数日前に起こった。1943年9月3日（あるいはおそらく1943年9月2日）に、ラ・スペツィア港の海軍基地で哨戒中に、第8飛行団第92飛行隊のペトロゼッリーニ中尉は戦闘機誘導員からの警告を受けた。アメリカ軍のボーイング B-17 フライングフォートレスの一群が接近中だった。ペトロゼッリーニは2回の単独攻撃を実行し、典型的なB-17の激しい弾幕に耐え、なんとか1機を撃墜してサルザーナ飛行場に緊急着陸した。

#### ロシア

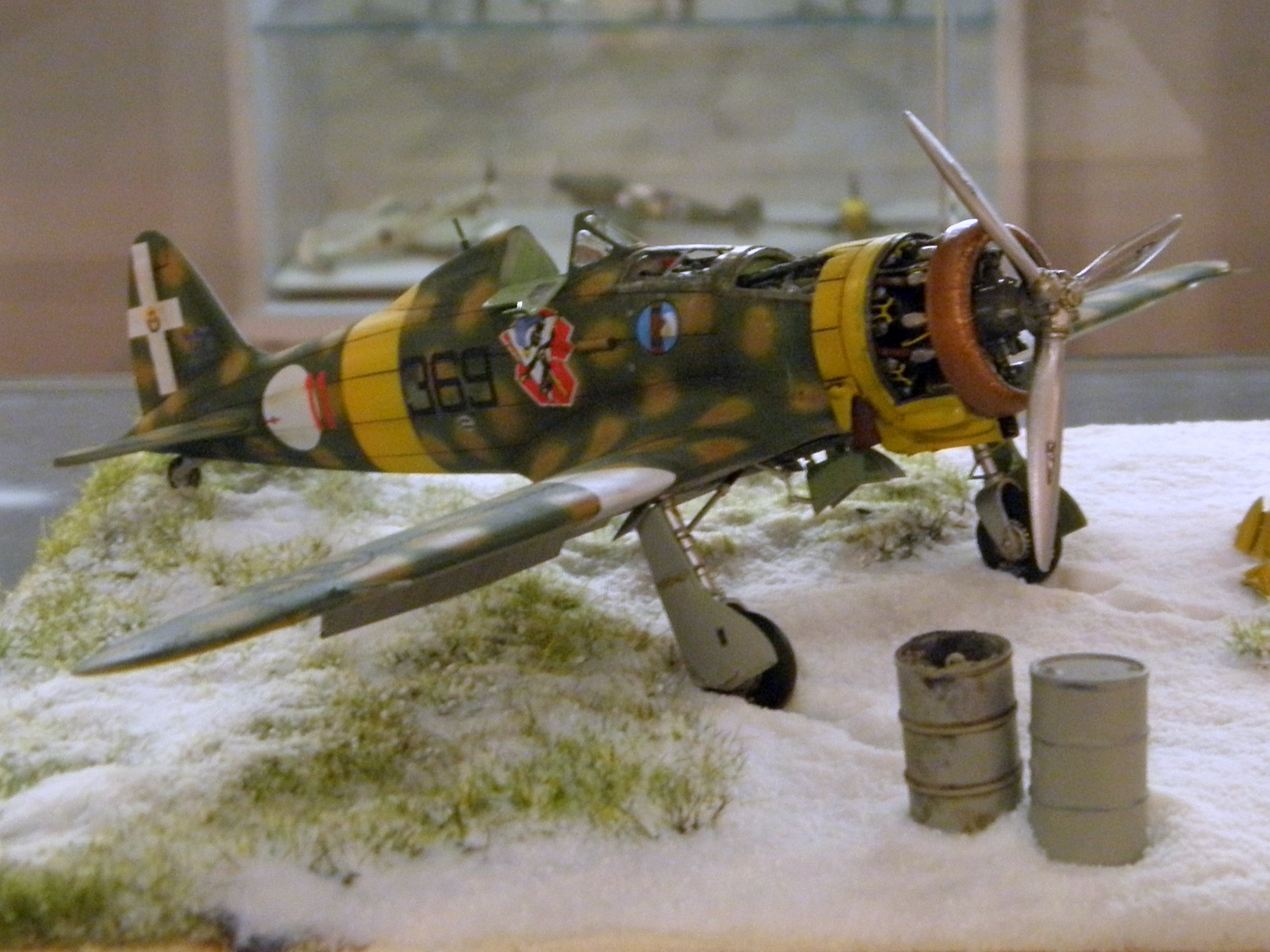
ヴォギエーラの歴史模型博物館：東部戦線期間にエンジンカウリングを外して整備中の、第22自治陸上戦闘機部隊第369飛行隊のサエッタの模型

開放型コックピットだったにもかかわらず、サエッタは冬期も含めてロシアで非常に活躍した。1941年8月に第22自治陸上戦闘機部隊の第359、362、369および371飛行隊の51機のM.C.200が東部戦線に送られた。イタリア軍は1941年8月27日にクリヴォイ・ログから初任務に出撃し、ソ連軍の戦闘機および爆撃機8機を撃墜した。クリスマスにカミチア・ネーラ（黒シャツ）軍団がノヴォ・オルロフカでソ連軍に攻撃された際には、イタリア空軍のパイロットはブルロワ地区の地上目標に対して低空攻撃を行って戦友を支援した。また、5機のソ連軍機を撃墜した。12月28日はイタリア軍が成功を収めた：ティモフェイエフカおよびポルスカヤ地区で、損害を受けずに6機のポリカルポフ I-16戦闘機を含む9機のソ連軍機を撃墜した。これらの勝利は、全て第359飛行隊によるものだった。第22飛行団は、イタリア王立空軍の他の部隊同様に個人の戦績を認めていなかった。1941年12月29日に、第369飛行隊は指揮官を失った。29歳のジョルジョ・ジャニチェッリ大尉は10機以上のI-16およびミコヤン・グッレヴィッチ Mig-3と単独で戦った。死後、軍功金メダルが授与された。悪天候ため、1942年1月にはマッキは地上に留まったが、2月4日と5日には21機のソ連軍機を相手飛行場で破壊し、空中戦でも5勝した。3月末までに、少なくとも空中戦で21勝以上をあげていた。1942年5月4日に、第22自治陸上戦闘機部隊は活動の限界に達し、第356、382、361および386飛行隊で構成される第21自治陸上戦闘機部隊と交代した。エットーレ・フォスキーニに指揮される第21飛行団は、新型のマッキ M.C.202と、新造された18機のマッキ M.C.200を装備していた。

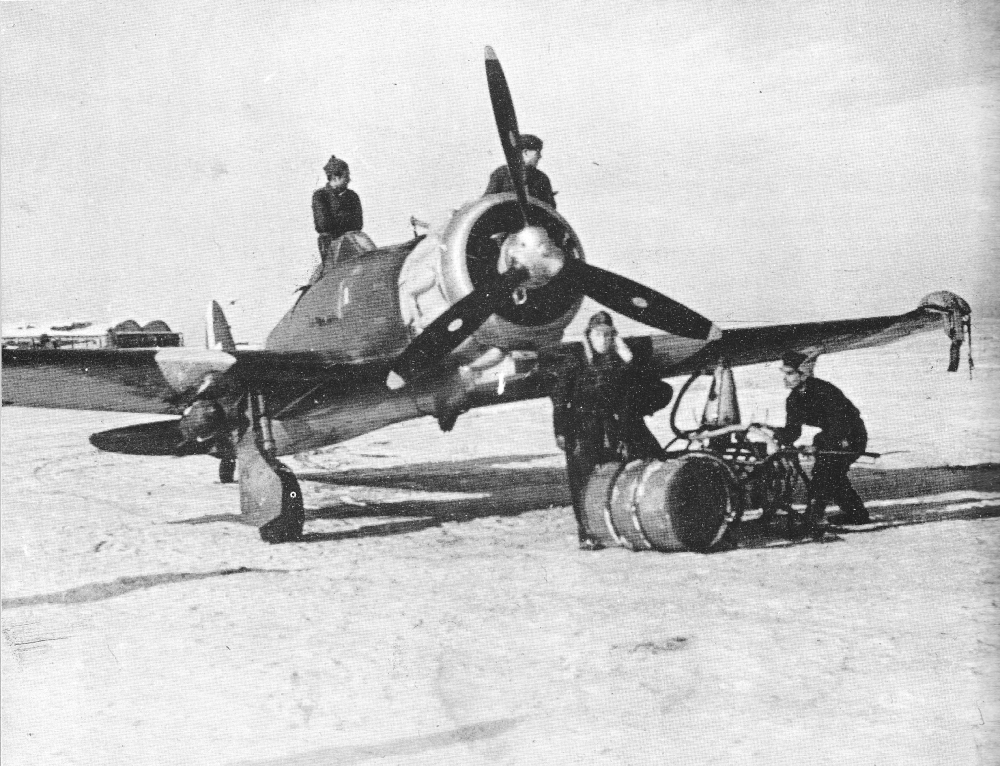
1942年のロシアで、翼下パイロンに2個の100kg爆弾を懸架したマッキ M.C.200

第二次ハリコフ攻防戦（1942年5月12日 - 30日）の期間中、イタリア軍パイロットはドイツ軍の偵察機および爆撃機の護衛をつとめ、特にスラヴャンスク地区での激しく効果的な攻撃に対してドイツ第17軍の指揮官から称賛された。1942年の夏には、ドイツ軍の前進に従って第21飛行団はまずマキェエフカに移動し、その後、タツィンスカヤ、ヴォロシロフグラードおよびオブリフスカヤ飛行場へと移動した。イタリア軍パイロットはより一層ドイツ軍機の護衛をするよう求められ、7月25日および26日には5機のM.C.200がソ連軍に撃墜された。その直後に、17機のマッキ M.C.202 フォルゴーレがイタリアから到着し、絶え間ない任務で消耗していたサエッタの隊列を補強した。12月のはじめには、前線には32機のサエッタと11機のフォルゴーレが残っていたが、より手強い敵の新型機の前に、損失は重大なものになっていた。25機による最後の大規模な作戦行動は、1943年1月17日のミルレロヴォへの機銃攻撃だった。ARMIRの航空部隊は1月18日に撤退を開始した。撤退が完了したのは5月半ばだった。
30機のマッキ M.C.200と、9機のM.C.202がイタリアに帰還したが、使用不能となった15機は撤退に際して放棄された。公式データによれば、東部戦線では17ヶ月にわたる戦域での戦闘中に88機の敵機が撃墜されたのに対して、さまざまな原因で合計66機のイタリア軍機が失われた。
作戦の総括：
- 攻撃的侵攻：2,557ソーティ
- 爆撃を伴う戦術支援：1,310ソーティ
- 護衛：1,938ソーティ
- 15機のマッキ M.C.200の損失に対して88機の敵機破壊
- ジェルマーノ・ラ・フェルラ大尉率いる第362飛行隊はソ連軍機を地上で13機破壊し、30機を撃墜した。

頑丈な金属製機体と空冷星型エンジンによって地上攻撃に特筆した航空機であり、時には爆撃戦闘機としても使用された。

## 派生型
- C.200：フィアット A.74 RC.38エンジン、密閉式コックピット、完全引き込み式の主脚および尾輪を備えた2機のプロトタイプ（MM.336/ MM.337）。テストパイロットのジュゼッペ・ブーレイの操縦で1937年12月24日に初飛行[29]。
- C.200：最初の量産型で改良された翼平面形とフィアット A.74 RC.38エンジンを装備。241機目からは当初の密閉式コックピットが廃止され、146機目以降は尾輪が格納式となった。
- C.200 A2：フィアット A.74 RC.38エンジンと、C.202の主翼及び降着装置を装備した機体の工場呼称[30]。
- C.200 B2：フィアット A.74 RC.38エンジンと、主翼前縁だけがC.202と同じ形の機体の工場呼称[30]。
- C.200 AS：北アフリカでの運用に適するように改良された機体。キャブレター空気取り入れ口に砂塵フィルターを装備[31]。
- C.200 CB：北アフリカで戦闘爆撃機として運用するために改良された機体。両翼下に50、100ないし160kg爆弾を懸架可能な重量3kgのパイロンを装備[31]。
- C.200 Bis：MM.8191の機体に、1,175馬力のピアッジオ P.XIXエンジンを搭載したブレダ製機体の工場呼称[30]。

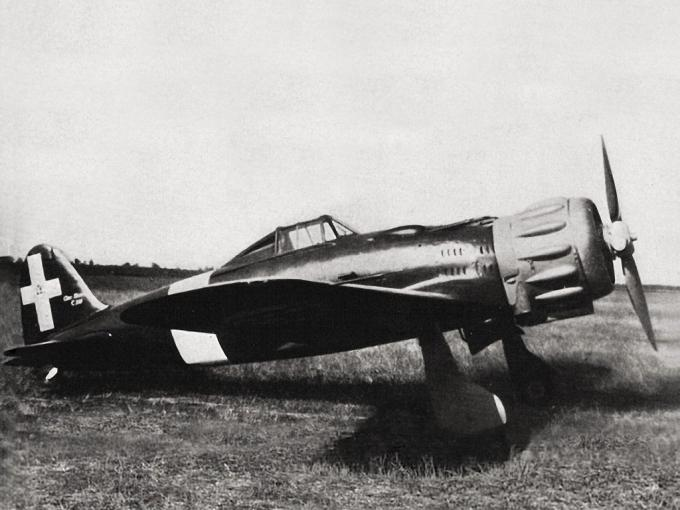
マッキ Mc-201

- C.201：1,000馬力のフィアットA.76 RC.40エンジンの採用が計画され、背中の膨らみのない胴体や密閉されたコックピットなど、いくつかの空力的改良が施された。

予定されていたエンジンがまだ入手できなかったため、試作機には840馬力のフィアットA.74 RC.38が搭載され、テストパイロットのグイド・カレスティアートによって1940年8月に飛行され、時速512kmを記録した。
技術的特徴：
- フィアットA.76 RC.40エンジン、空冷星型1,000馬力
- 翼幅10.58m
- 全長8.45m
- 全高3.51m
- 翼面積 16.80 m²
- 空虚重量2,030 kg、離陸重量2,466 kg
- 最高速度 525 km/h
- 航続距離800km、実用接線距離9,000m
- 武装：胴体に12.7mm機関銃ｘ2[33]

計画されていたフィアット A.76エンジンが1943年半ばまで型式承認されなかったため、量産には至らなかった。

## 運用者
ナチス・ドイツ
- ドイツ国防空軍

イタリアの降伏後に、数機が鹵獲されて使用された。
 イタリア王国
- イタリア王立空軍（英語版）
  - 第8自治陸上戦闘機部隊
  - 第22自治陸上戦闘機部隊
  - 第151飛行団
  - 第152飛行団

 イタリア共同参戦国
- イタリア共同交戦空軍（英語版）

イタリアの降伏後に、数機が再配備され、新しい円形章がつけられた。

## スペック
- 全長：8.19m[5][6]
- 全幅：10.57m
- 全高：3.51m
- 翼面積：16.8m2

3面図

- 発動機：フィアット A74RC38空冷星型14気筒×870hp
- 全備重量：2,208kg
- 最大速度：512km/h
- 航続距離：870km
- 武装：12.7mm機銃×2
- 乗員：1名

## 登場作品

### ゲーム
『R.U.S.E.』
イタリアの戦闘機として登場。
『War Thunder』
ドイツ戦闘機ツリーに登場